# Гейне, Томас Теодор
Томас Теодор Гейне (наст. имя — Давид Теодор Гейне; нем. Thomas Theodor Heine; 28 февраля 1867, Лейпциг — 26 января 1948, Стокгольм) — немецкий художник, график и писатель.

## Биография
Д. Т. Гейне родился в богатой еврейской семье фабриканта, владеющего резиновым производством. Школьное образование получал в лейпцигской школе Святого Фомы. После того, как в марте 1884 года некоторые его карикатуры (хоть и анонимно) были опубликованы в издававшемся Леопольдом фон Захер-Мазохом журнале Leipziger Pikanten Blättern, Гейне перед самым окончанием образования был исключён из школы. После этого с 1884 по 1889 год он учился в Академии искусств Дюссельдорфа, а затем — Мюнхена. Здесь он писал пейзажи, а с 1892 года работал как график и карикатурист для газеты Летящие страницы (Fliegende Blätter).
В 1895 году Т. Т. Гейне становится, наряду с издателем Альбертом Лангеном, соучредителем сатирического еженедельника Симплициссимус (Simplicissimus), который вскоре стал одним из популярнейших периодических изданий Германии. В Симплициссимусе Т. Т. Гейне печатает свои рисунки и карикатуры вплоть до 1933 года. Он также создаёт и эмблему газеты — красного бульдога. В то же время он продолжает своё сотрудничество с Летящими страницами, а также с журналом Молодёжь (Die Jugend). Создаёт книжные иллюстрации, эротические рисунки, а также рекламные плакаты, в частности для производителей немецких шипучих вин. Едкий тон карикатур Гейне не всем приходился по вкусу. В 1898 он был арестован и заключён в крепость Кёнигштайн по обвинению в оскорблении императорского величества.
В 1933 году, после прихода к власти в Германии национал-социалистов, Т. Т. Гейне, уже давно находившийся из-за своих политических рисунков в конфликте с нацистами, был ими включён в список лиц, подлежавших аресту гестапо. Гейне бежал из Мюнхена в Берлин, где некоторое время скрывался семейством художника Пуррмана, а затем выехал по поддельному паспорту в Прагу. В 1936 Гейне селится в Брно; после вступления немецких войск в Чехословакию в 1938 он уезжает в Норвегию, живёт в Осло, где работает художником в газете Дагбладет. После оккупации немцами Норвегии в апреле 1940 года Гейне было запрещено рисовать и выставляться. После этого он пишет автобиографический сатирический роман Я жду чуда (Ich warte auf Wunder), вышедший на шведском языке в 1944, и в 1945 году — на немецком. В 1942 году Т. Т. Гейне бежит в Швецию и со временем получает шведское гражданство.
Умер в 1948 году в Стокгольме.
В 1947 году, к 80-летию художника, в Стокгольме состоялась большая ретроспективная выставка его работ. В 2000 году первая большая выставка полотен и графики Т. Т. Гейне в Германии прошла в городской галерее Ленбаххауз в Мюнхене.

## Галерея

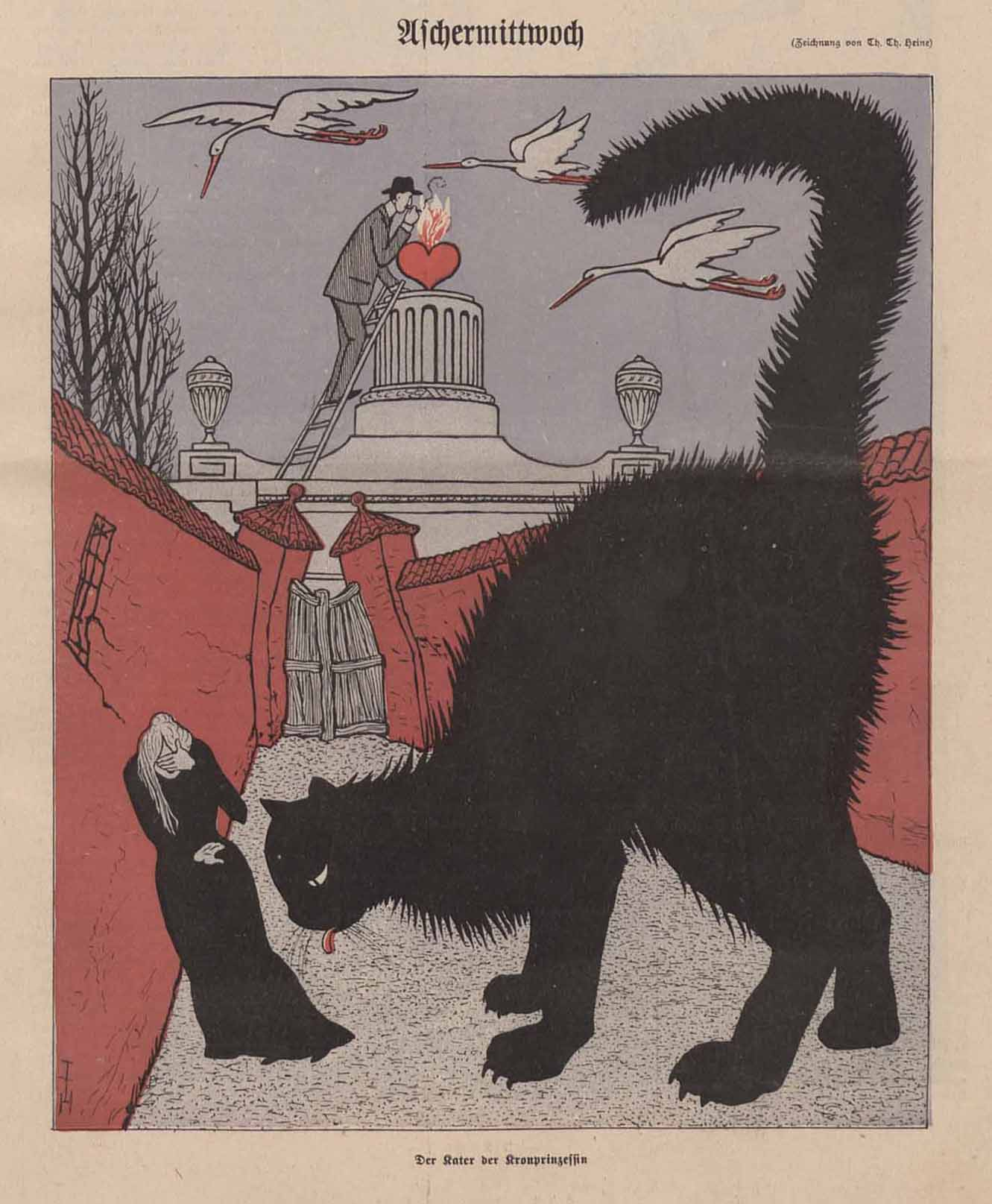
«Чёрный кот», из иллюстраций к Симплициссимусу
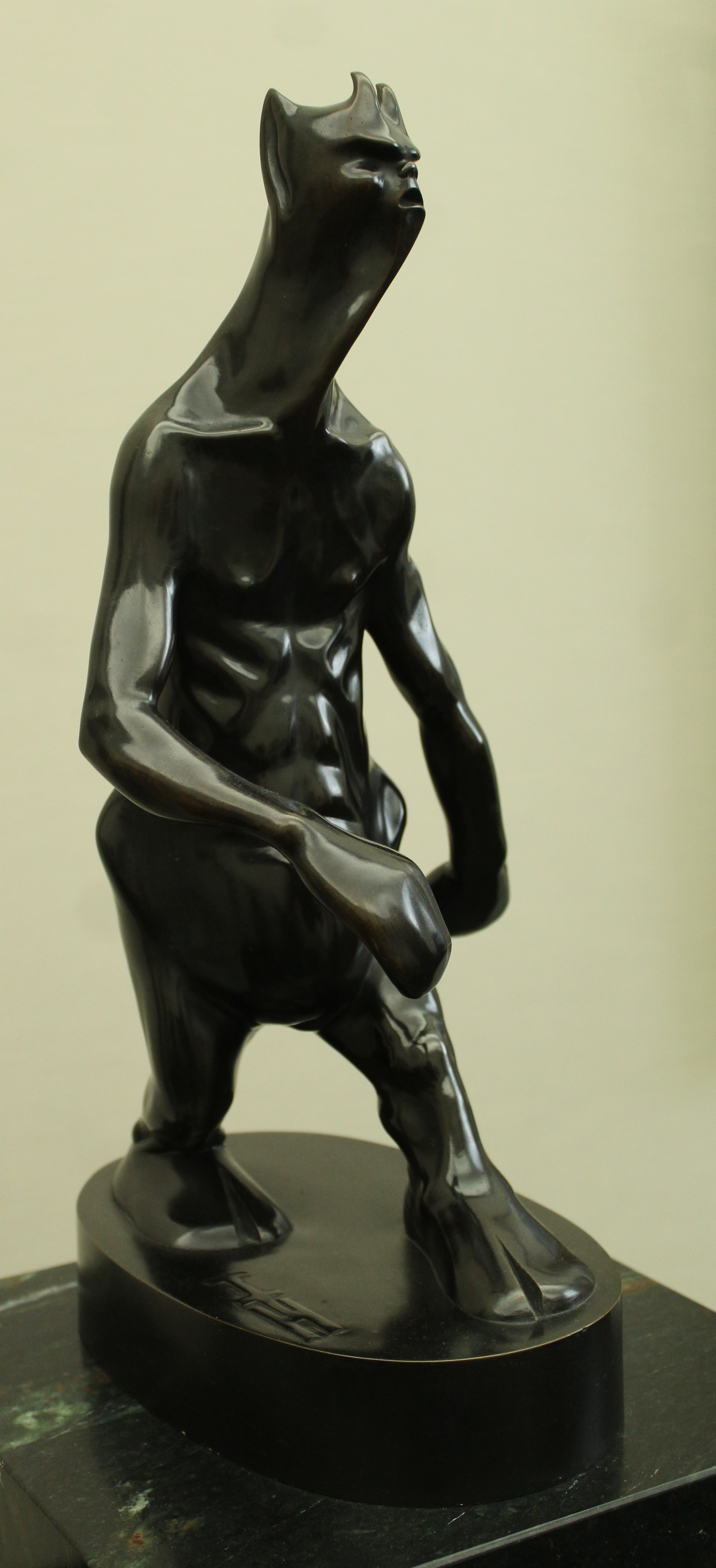
«Чёрт», бронза
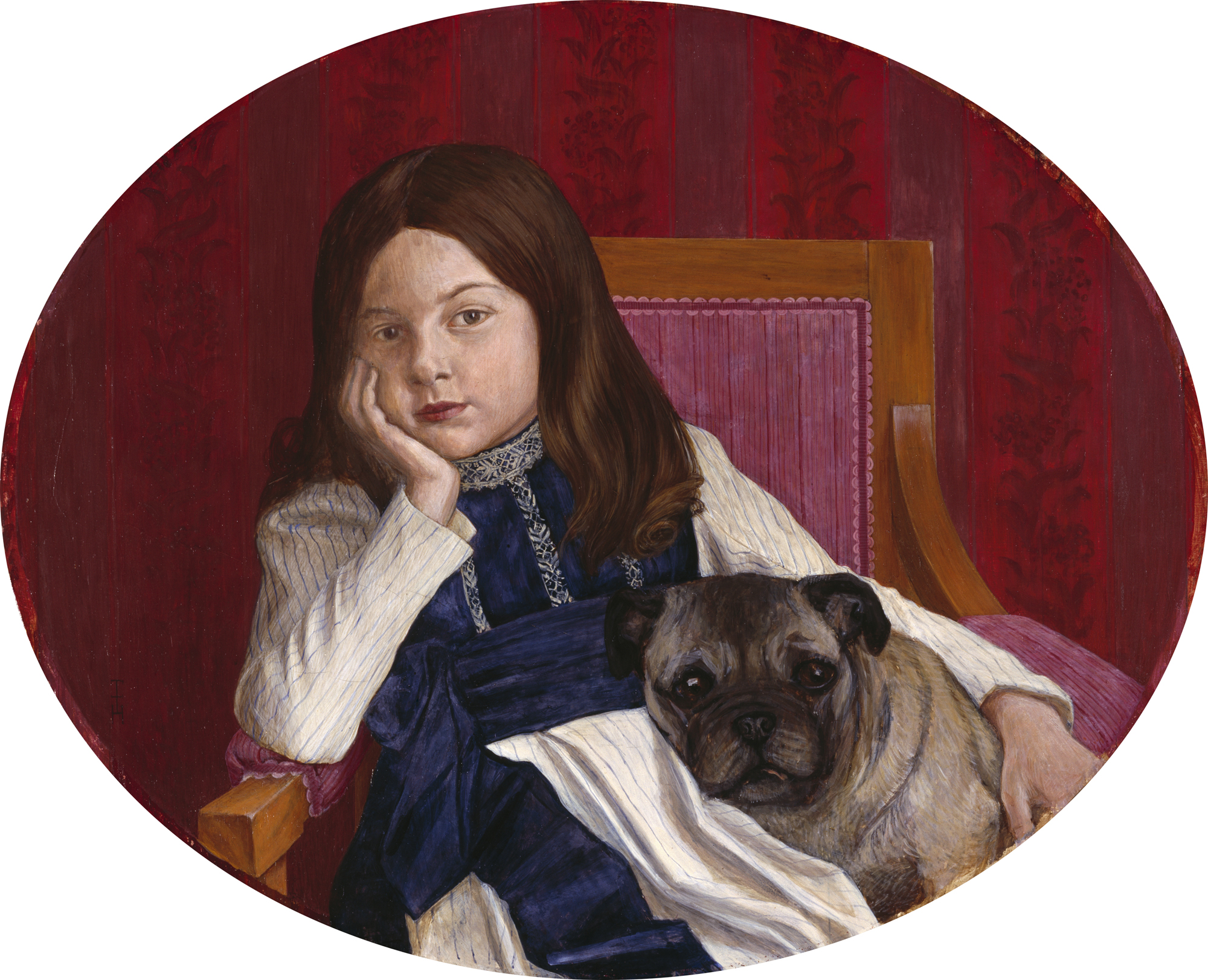
«Дочь художника Иоганна с мопсом» (1900)
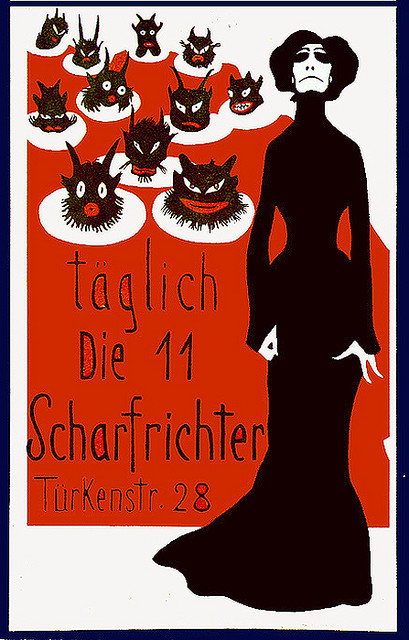
«Мария Дельварт». Плакат кабаре (1901)
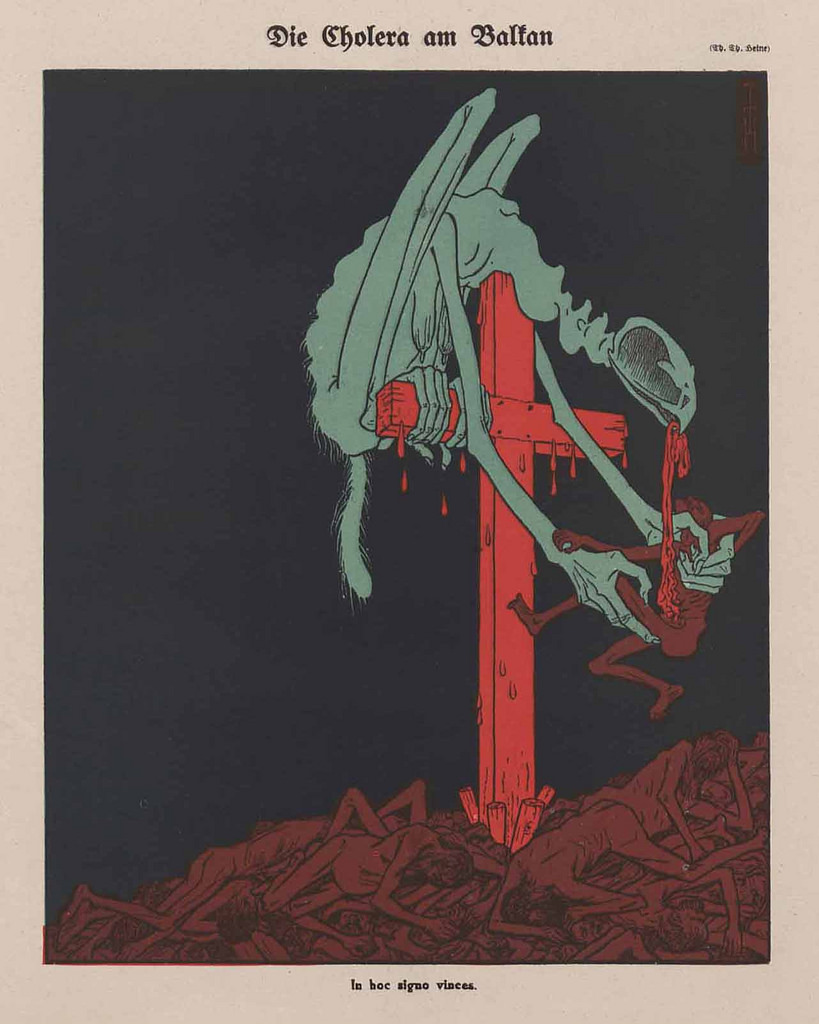
«Холера на Балканах», карикатура (1912)
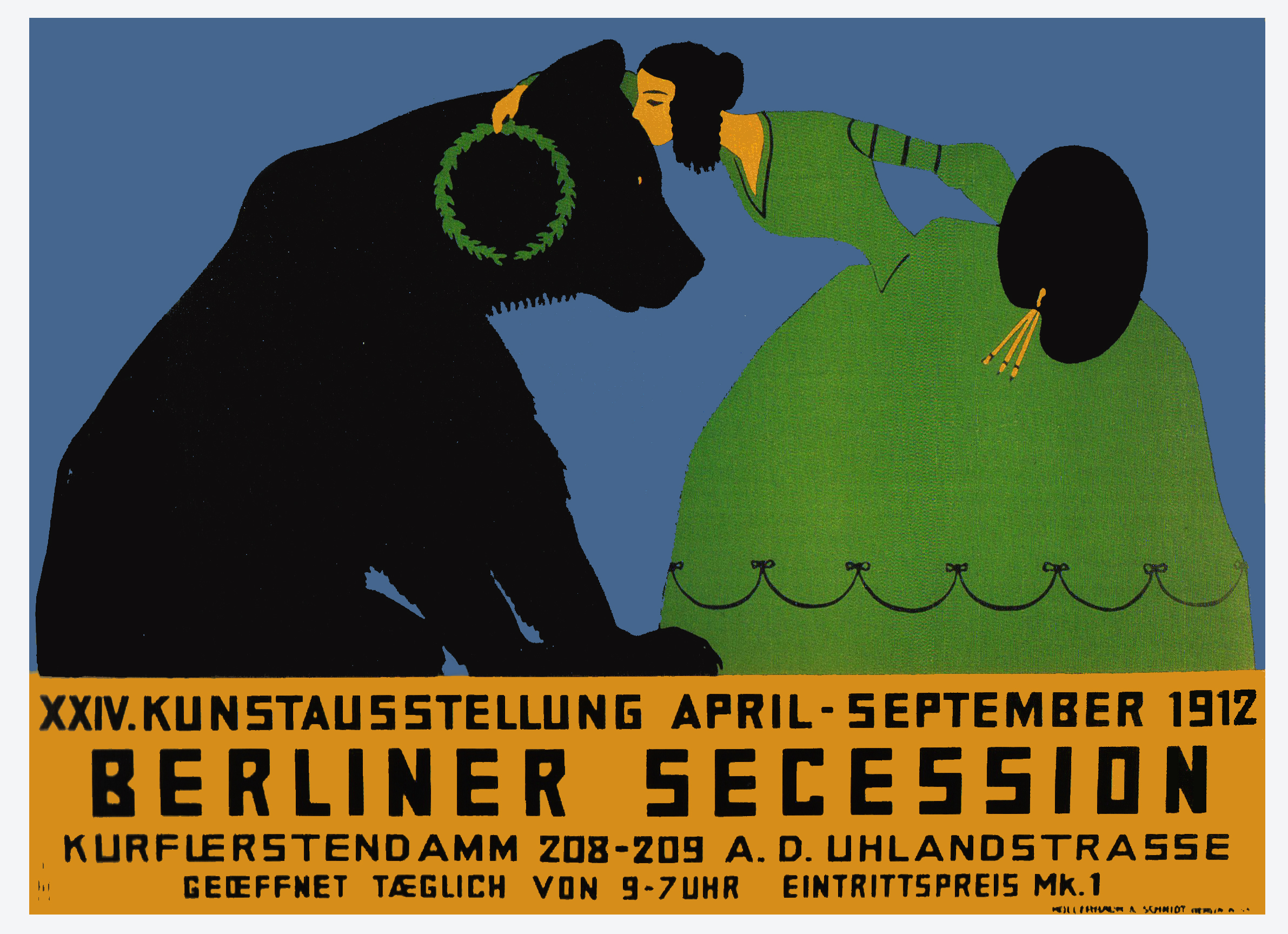
Плакат к художественной выставке «Берлинский сецессион» (1912)

## Другие сочинения
- Märchen. Amsterdam: Querido Verlag, 1935 (Neuauflage unter dem Titel Seltsames geschieht, Braunschweig: Klemm, 1946).
- Die Wahrheit ist oft unwahrscheinlich. Thomas Theodor Heines Briefe an Franz Schoenberner aus dem Exil. Hrsg. von Thomas Raff. Göttingen: Wallstein, 2004. ISBN 3-89244-465-X.